# N775 (België)
De N775 is een Belgische gewestweg ten westen van de plaats Dilsen. De ongeveer 2 kilometer lange route verbindt de N75 met de N771 via de Pannenhuisstraat. De weg bestaat uit twee rijstroken voor beide rijrichtingen samen. De benummering van de weg is zowel op de wegwijzers als op de kilometerpaaltjes zichtbaar.